# Interstate 44
Interstate 44 (I-44) é uma rodovia interestadual na região central dos Estados Unidos. Embora seja nominalmente uma estrada leste-oeste, pois tem numeração par, ela segue um alinhamento mais ao sudoeste-nordeste. De oeste a leste, a rodovia passa por Texas, Oklahoma e Missouri. Seu terminal ocidental fica em Wichita Falls, Texas, em uma concomitância com a U.S. Route 277 (US 277), US 281 e US 287; seu terminal oriental fica na I-70 em St. Louis, Missouri. A I-44 é uma das cinco interestaduais construídas para contornar a U.S. Route 66; essa rodovia cobre a seção entre Oklahoma City e St. Louis. Praticamente toda a extensão da I-44 a leste de Springfield, Missouri, já foi a US 66, que foi modernizada de duas para quatro pistas de 1949 a 1955. A seção da I-44 a oeste de Springfield foi construída mais ao sul do que a US 66 para conectar a seção do Missouri com a já concluída Will Rogers Turnpike, que Oklahoma desejava que levasse sua parte da I-44.